# L’Avenue
L’Avenue ist ein Wolkenkratzer in Montreal. Er befindet sich im Stadtzentrum gegenüber dem Centre Bell und liegt an der Avenue des Canadiens-de-Montréal. Mit einer Höhe von 184 Metern und 50 Stockwerken ist er das sechsthöchste Gebäude der Stadt. Baubeginn war im Dezember 2013. Fertiggestellt wurde das Gebäude Ende 2017 und war bei seiner Fertigstellung das höchste Gebäude, das in Montreal seit 25 Jahren errichtet wurde. Es handelt sich hierbei um das höchste Gebäude in Montreal mit Wohnnutzung. Neben der dominierenden Wohnnutzung wird das Hochhaus auch als Büro, Hotel und für Einzelhandel genutzt. Insgesamt beherbergt das Gebäude 325 Wohneinheiten. Die Baukosten beliefen sich auf etwa 250 Millionen Kanadische Dollar.

## Galerie

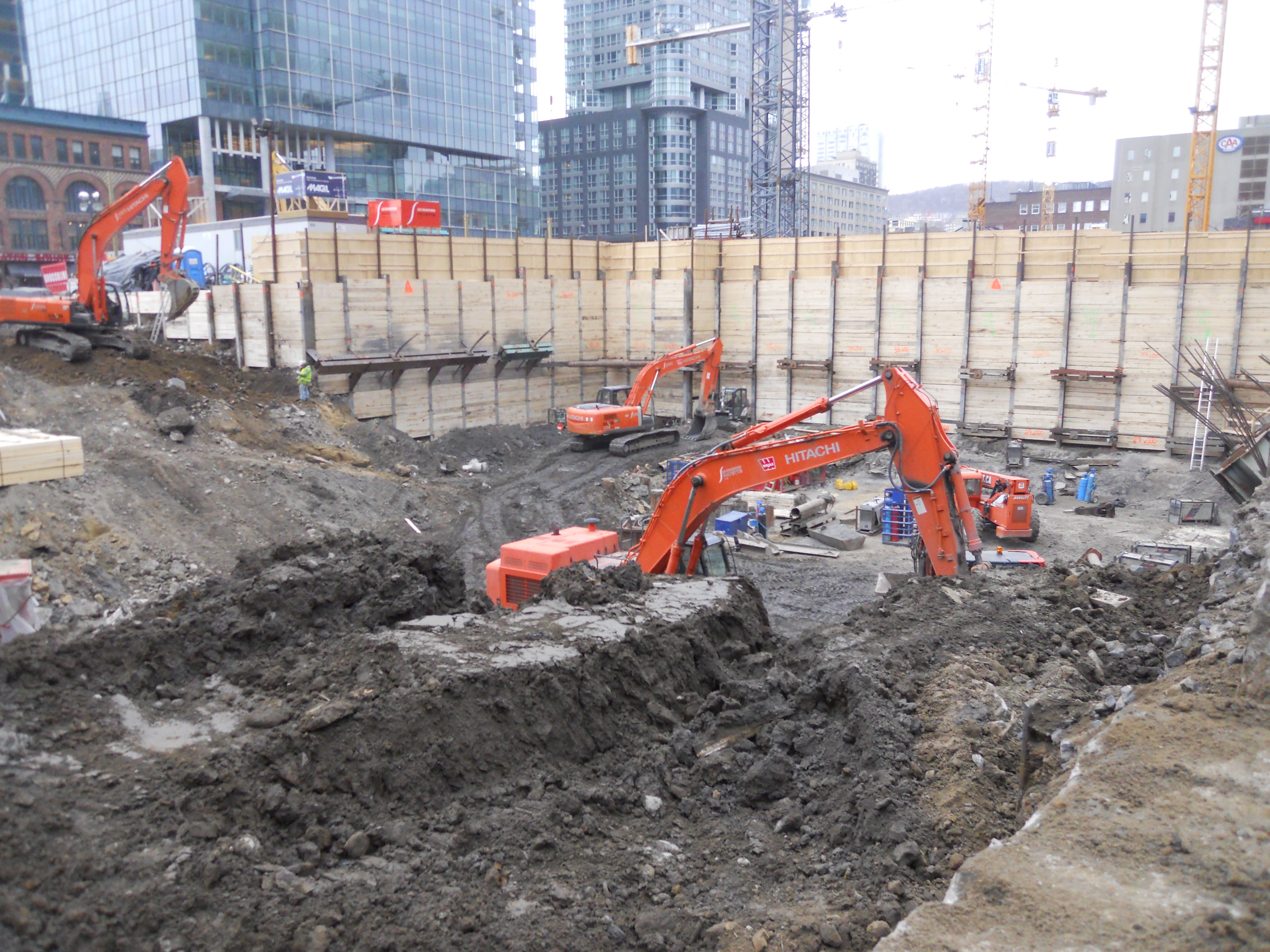
Die Baustelle im März 2014.
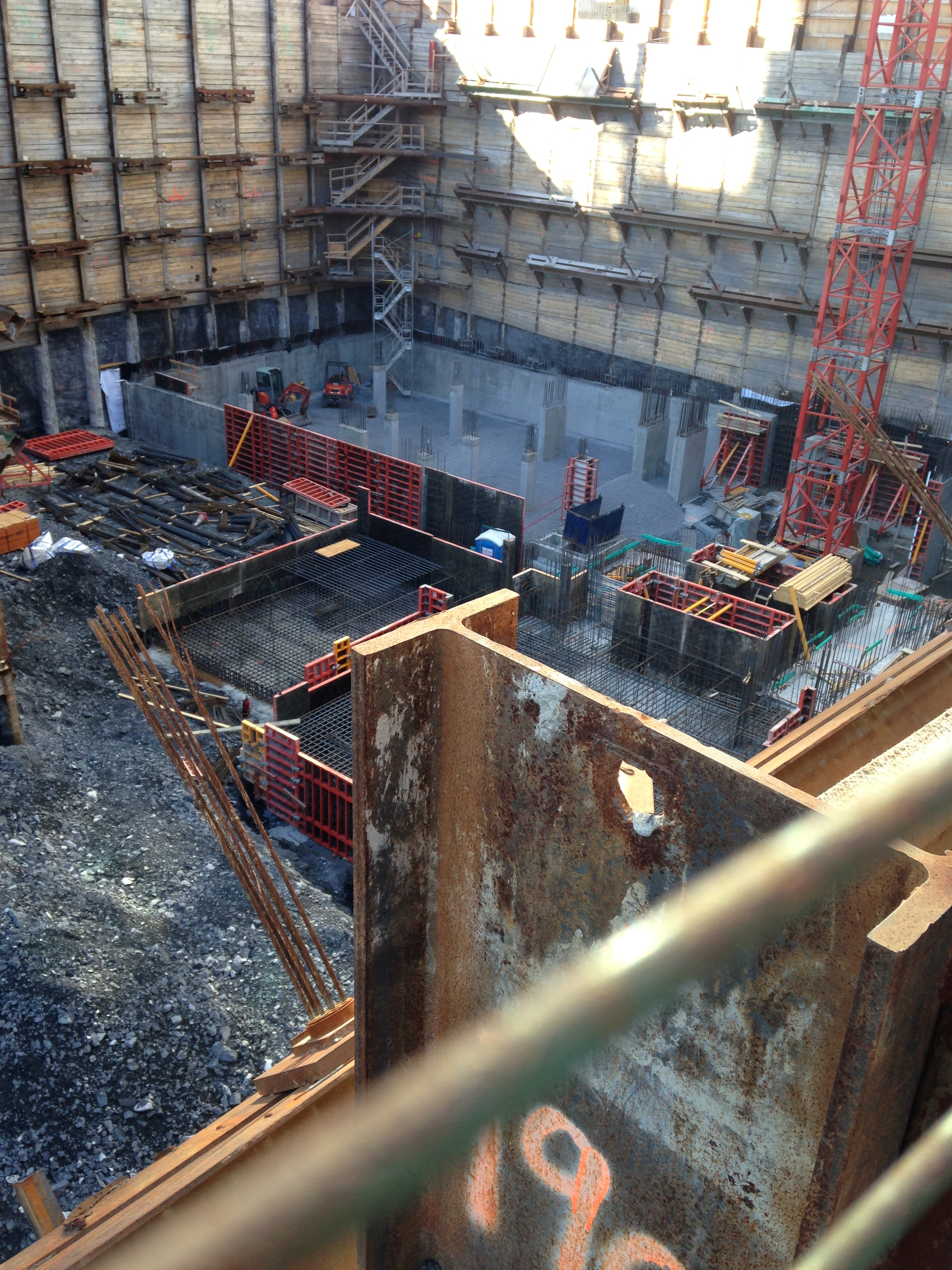
Die Baustelle im September 2014.
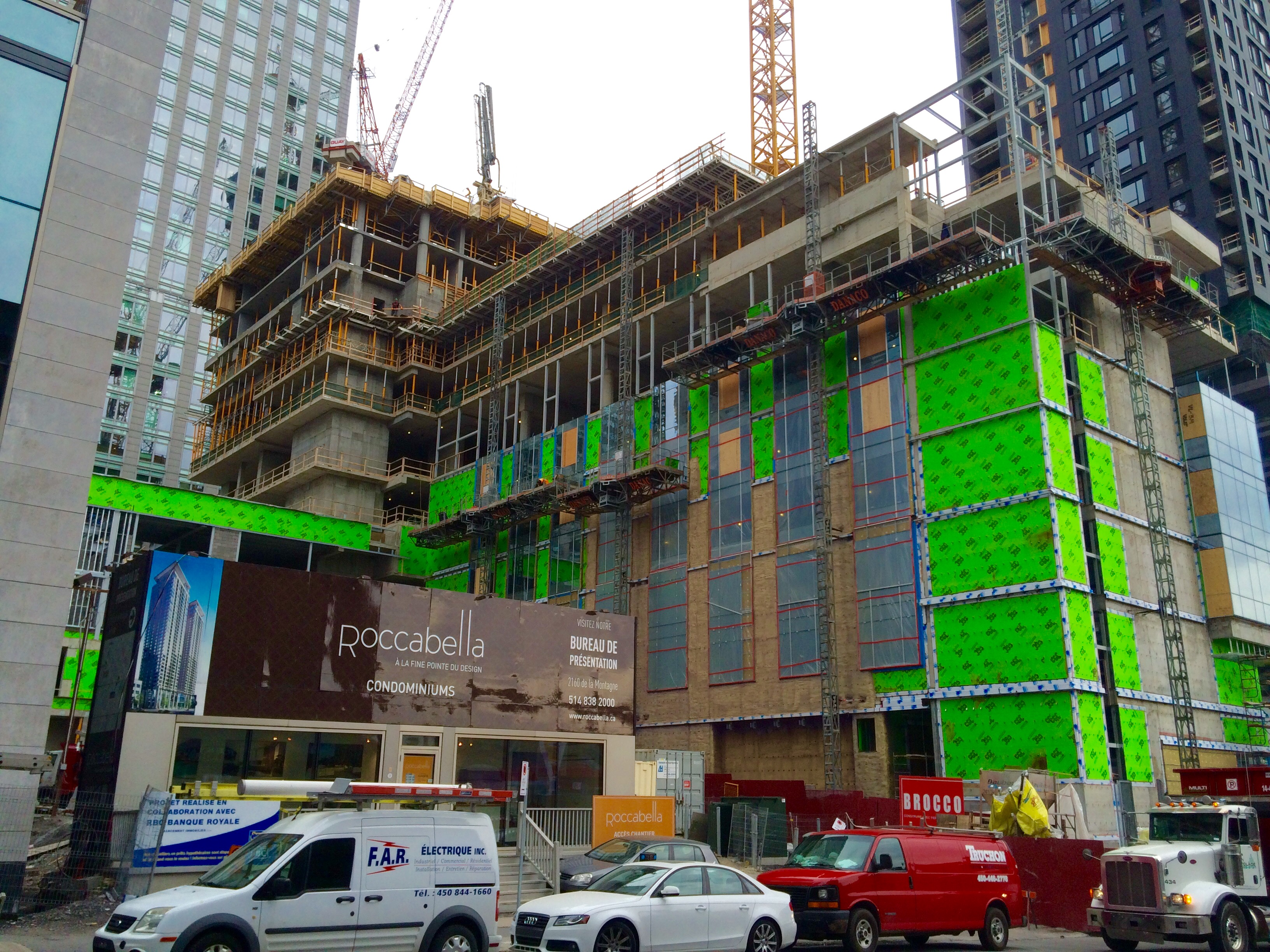
Die Baustelle im September 2015.
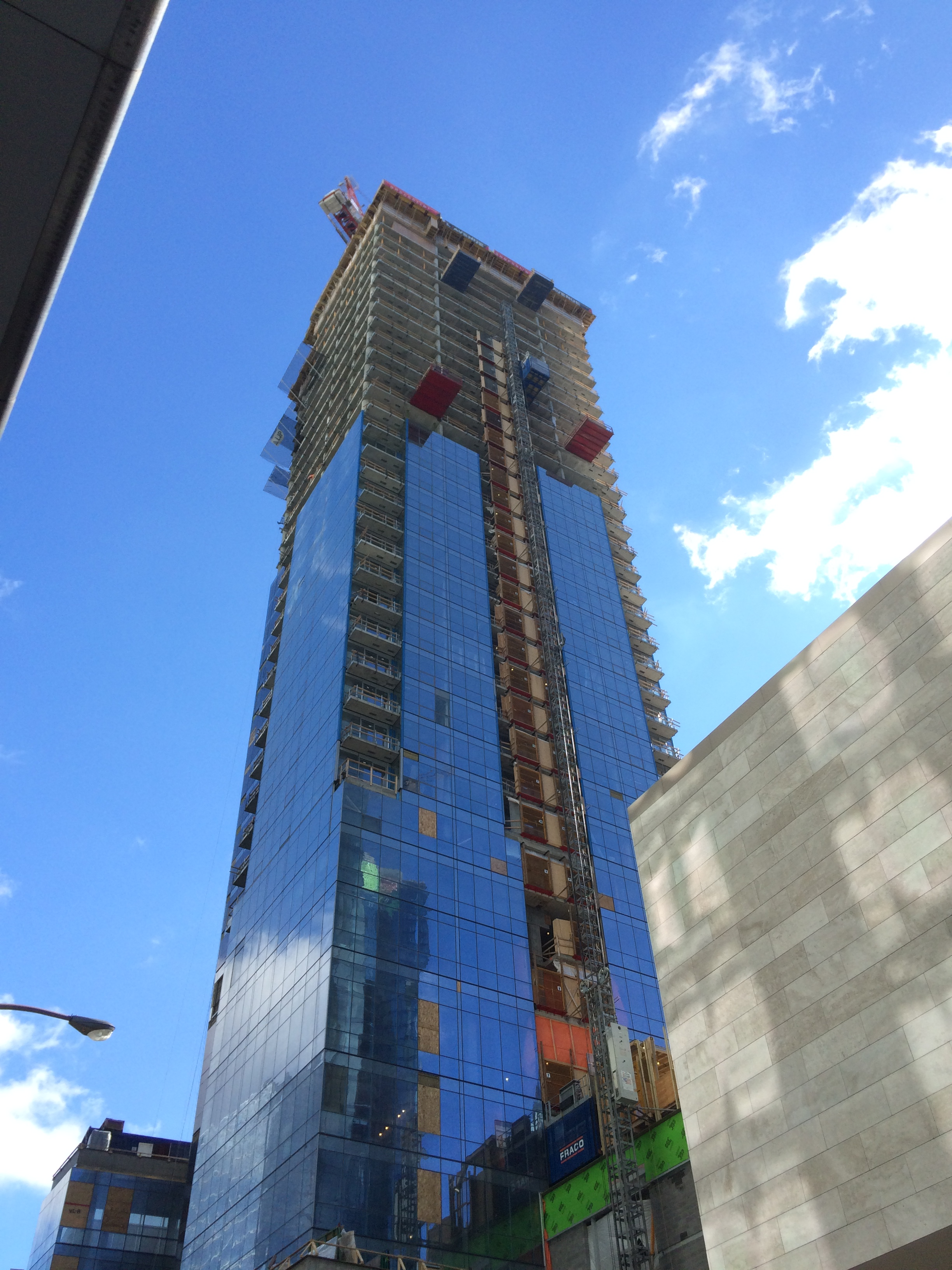
Die Baustelle im März 2016.